# Victoria (Seychelles)
Pour les articles homonymes, voir Victoria et Port Victoria.
Victoria est la capitale et la plus grande ville des Seychelles. Elle est située sur la côte nord-est de l'île de Mahé, île principale de l'archipel. Cette capitale concentre plus d'un tiers de la population seychelloise. La ville a d'abord été établie comme siège du gouvernement colonial britannique. En 2010, la population du Grand Victoria (y compris les banlieues) était de 26 450 habitants (26,66 %) sur une population totale du pays de 99 202 habitants. Le port est connu sous le nom de Port Victoria.

## Histoire
Il y a deux siècles et demi, l'île de Mahé était encore inhabitée.
En 1744, le navigateur français Lazare Picault revient sur l'île d'Abondance, future Mahé, et y ancre son bateau Elisabeth dans une large baie calme et sûre qu'il nomme Port-Royal. La frégate française Le Cerf, arrive à Port-Royal le 1er novembre 1756 pendant la guerre de Sept Ans. À bord se trouve Corneille Nicholas Morphey (en)), chef de l'expédition française, qui prend l'île en plaçant une pierre de possession sur Mahé. Plus vieux monument des Seychelles, elle est maintenant visible dans le Musée National de l'Histoire,.
L'endroit conserve cette dénomination jusqu'en 1778, année où il sera rebaptisé « Établissement du Roy », avant de reprendre son nom définitif de Port-Victoria, en 1838, en hommage à la reine d'Angleterre. La ville ne comptait alors guère plus d'une petite centaine de maisons en bois couvertes de bardeaux[réf. nécessaire].

## Géographie
La ville de Victoria s'ouvre sur une large baie, à l'abri du Morne Seychellois et des Trois Frères.

## Transport
La ville est reliée par le transport aérien avec l'Aéroport international des Seychelles, qui fut achevé en 1971.
L'un des plus grands ponts de Victoria a été détruit par le tremblement de terre de 2004 qui a secoué tout l'océan Indien.

## Administration

### Divisions administratives
L'agglomération de Victoria comprend huit des 25 Districts des Seychelles :
1. La Rivière Anglaise.
2. Mont Buxton.
3. Saint Louis.
4. Bel Air.
5. Mont Fleuri.
6. Roche Caïman.
7. Les Mamelles.
8. Plaisance.

## Population et société
La ville abrite également le stade national et un institut polytechnique, tandis qu’immédiatement à l'est de la ville se trouve son port intérieur, autour duquel la pêche au thon et la mise en conserve constituent une industrie locale importante.

## Économie
La ville est le centre politique, économique et administratif des Seychelles.
Les principales exportations de Victoria sont la vanille, les noix de coco, l'huile de coco, les écailles de tortue, le savon ainsi que le guano. Le tourisme fait également partie des principaux revenus de la capitale.

## Enseignement supérieur
L’université des Seychelles a été fondée en 2009.

## Climat
Victoria présente un climat de forêt tropicale humide (classification climatique de Köppen Af) avec des températures élevées tout au long de l'année. La capitale connaît des périodes sensiblement plus humides et plus sèches au cours de l'année, juin et juillet étant les mois les plus secs et décembre à février étant les mois les plus humides de la ville. Cependant, comme aucun mois les précipitations mensuelles moyennes ne descendent en dessous de 60 millimètres ou 2,4 pouces à Victoria, la ville ne connaît pas de véritable mois de saison sèche. L’absence d’un véritable mois de saison sèche est l’une des principales raisons pour lesquelles le climat appartient à la catégorie des climats de forêt tropicale humide. La capitale reçoit en moyenne environ 2 300 millimètres ou 91 pouces de précipitations par an. Bien que le temps soit très pluvieux, le ciel est généralement clair ou partiellement clair et les jours complètement nuageux restent rares tout au long de l'année, même pendant les mois les plus pluvieux,.

## Lieux de culte

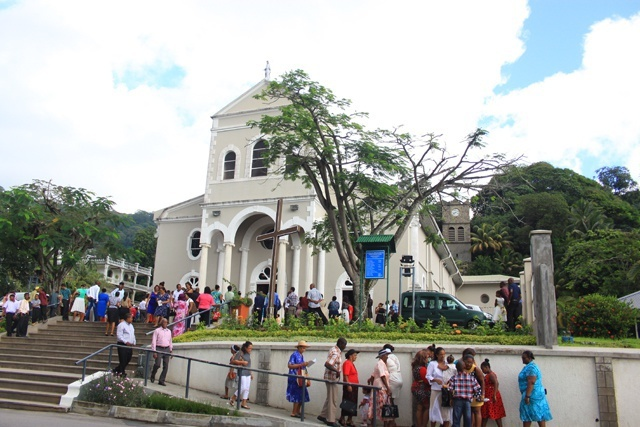
Cathédrale de l'Immaculée-Conception de Victoria.

Parmi les lieux de culte, il y a principalement des églises et des temples chrétiens : Diocèse de Port Victoria (Église catholique), Église de la Province de l'océan Indien (Communion anglicane), baptiste, pentecôtiste. Il y a aussi des mosquées musulmanes et des temples hindous[réf. nécessaire].

## Culture

### Monuments et lieux touristiques
- Clock Tower

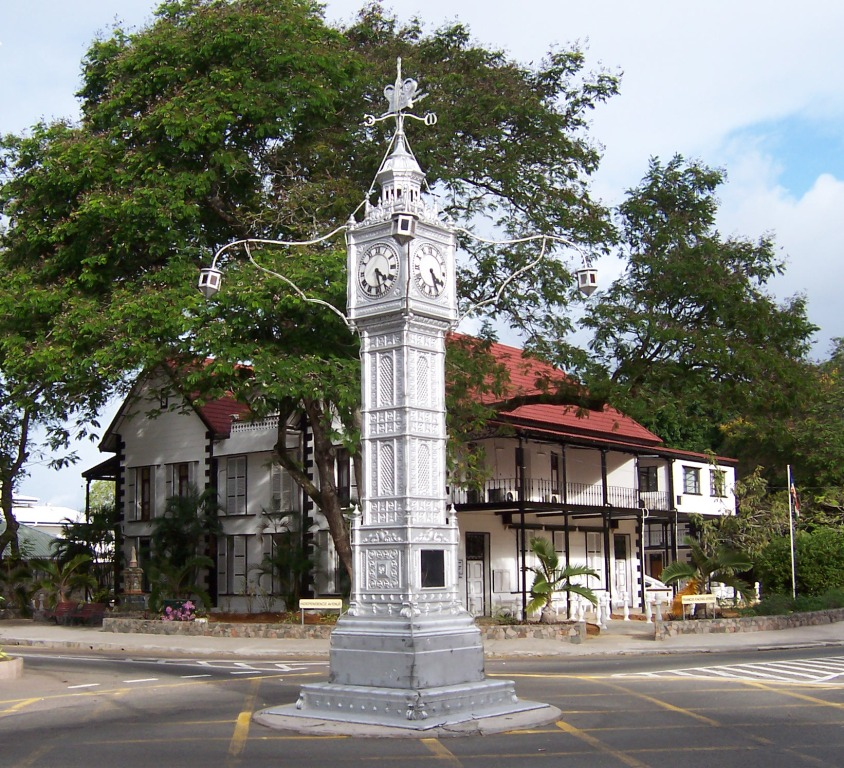
La célèbre reproduction de Big Ben au centre de Victoria, devant le bâtiment du Ministère de la Justice.

L'horloge de Victoria qui trône au milieu du rond-point central est le monument le plus célèbre de la ville. Anachronique et argentée, cette réplique en miniature de la tour de l'horloge du palais de Westminster fut érigée en 1903 pour célébrer le nouveau statut de colonie de la Couronne, les Seychelles venant d'être libérées de la tutelle de l'île Maurice. Un siècle plus tard, c'est toujours l'épicentre de la capitale. Point d'intersection de l'Avenue de l'Indépendance et de la rue Albert, elle veille sur une autre curiosité : les seuls feux rouges de l'île.

### Patrimoine culturel
- Musée national d'histoire de Victoria (Victoria National Museum of History)

Ce petit musée d'histoire logé dans le beau bâtiment de la bibliothèque nationale est doté que d'une pierre commémorant la prise de l'île, d'une vieille ancre, et d'un cahier jauni répertoriant les noms des premiers esclaves.
- Jardin botanique de Victoria (Victoria Botanical Gardens)

Le Jardin botanique fut créé en 1901 par Paul Evenor Rivalz Dupont, alors Directeur de l'Agriculture des Seychelles.
Comme attractions dans la ville on peut voir également le Palais de justice, le Musée d'histoire naturelle de Victoria (Victoria Natural History Museum) et le marché Sir Selwyn Selwyn-Clarke (Sir Selwyn Selwyn-Clarke Market).

## Jumelages
- Chine : Haikou
- Djibouti : Djibouti
- Maroc : Martil